# Geophis duellmani
Geophis duellmani (сьєрра-хуареська земляна змія) — вид змій родини полозових (Colubridae). Ендемік Мексики.

## Поширення і екологія
Сьєрра-хуареські земляні змії відомі з типової місцевості, розташованої на північних схилах гірського масиву Сьєрра-Хуарес в штаті Оахака. Вони живуть у вологих гірських і хмарних тропічних лісах та на галявинах. Зустрічаються на висоті від 1500 до 2200 м над рівнем моря.